# Brock (adelsslægt)
 For alternative betydninger, se Brock. (Se også artikler, som begynder med Brock)
Brock (også Brok) er en uddød dansk uradelsslægt, der kendes fra slutningen af det 13. århundrede.
Ifølge slægtens slægtsbog skal den være indvandret fra Skotland, men det har det ikke været muligt af finde historiske oplysninger, i givet fald har denne indvandring fundet sted meget langt tilbage i tiden.

## Våben
De opbevarede segl viser, at slægtens våben var en bjælke, men da hverken farverne eller hjelmtegnet kendes, kan det ikke siges at dette simple våbenmærke, kan forbindes med en eller flere af de talrige slægter, som fører en sådan bjælke i våbnet, især da Brock’erne havde store jordbesiddelser i Jylland såvel som i Skåne.
Det er sikkert nok at den senere slægt Brok af Estrup, der i våbnet førte et blåt keglesnit, har optaget navnet efter Brock’erne med bjælken.
Brok af Barløsegaard I, denne slægts våben, som kan ses på gravstenen over Peder Brok i Barløse Kirke og i Asser Broks segl, var en skråbjælke og på hjelmen et træ mellem to skrådelte faner.
Brok af Barløsegaard II, denne slægts våben var et sølv og rødt tværdelt skjold, i nederste felt en liggende grøn stub, skydende et grønt blad og i øverste felt; på hjelmen en eller to blå-klædte arme holdende en stub med fem grønne blade. Efter et opbevaret segl dog nærmest en bregnestængel.

## Historie

### Brock
Den første Brock, som nævnes i de historiske dokumenter er N.N. Brock, som var gift med en søster til Biskop Johan i Aarhus.
Esge Brock, søn af N.N. Brock, ejede Hikkebjerg i år 1300, og var i 1316 forlover for de holstenske Grever i Nykøbing, og han nævnes i 1328 blandt dem, der sluttede sig til Kong Christoffer, og i 1329 nævnes han i anledning af kong Christoffers tilbagevending efter hans eksil og var i 1332 Ridder og som forlover for Kongen nærværende i Kiel ved forliget med de holstenske Grever, Esge brock nævnes igen i 1337 i Biskop Tyge af Vendsyssels breve som den, der sammen med Bo Falk havde mest fortrædiget bispen. (Bispen forvekslede jævnligt Esge Brock med Esge Krook, som var af slægten Strangesen, og levede på samme tid.)
Niels Brock (senior) til Hylke, søn af N.N. Brock var mistænkt for delagtighed i mordet på kong Erik Klipping, men var senere kong Erik Menveds mand og sad 1293 i Rigens råd. Han må have været en fremragende mand, siden det overdroges ham, tillige med biskop Christiern i Ribe og tre andre herremænd, at oversætte og revidere Thords Artikler. 1308 fulgte han kongen på toget til Sverige, men brød her med ham og rejste året efter oprør i Jylland, hvorfor han 1314 på Viborg Landsting dømtes fra liv og gods. Han sluttede sig da til hertug Christoffer og blev efter dennes tronbestigelse atter rigsråd. Han skildres som en egenrådig, ustyrlig og voldsom herre.
Peter (Peder) Nielsen Brock (død 1339). til Magelund og Kiltorp, søn af Niels Brock(senior)
Peder Brock fik i 1325 en kvittering af en Odense borger for indfrielse af al sin gæld til denne. Peder Brock nævnes i 1327, da den fordrevne svenske prins Erik Valdemarsen gav ham fuldmagt til at indløse alt sit mødrene Gods i Danmark, og i 1329 da han fik Gods på Fyn tilskødet af Fru Kirstine af Magelund, hvilken gård Peder Brock siden fik i pant af Gert Høcken.
Peder Brock sluttede sig til Hertug Valdemar og grev Gert, på hvis side han nævnes ved forliget i Kiel i 1332. Han pantsatte sit Gods i Kiltorp og Kaltorp og så sit Gods i Sjøfelle (Søfælde) og endelig også Magelund og Magelundsfang. I 1336 var Peder Brock, Grev Gerts staller i Frisland.  og gav i 1339 Gods i Tyrsting Herred til Ringkloster, men døde samme år, hvorefter hans enke Fru Sophie stadfæstede denne gave.
Albert Brock af Magelund søn af Peter Brock
Albert Brock var barnløs ved hans død i ca. 1376. Hans enke giftede sig Iven Krummedige til Sandholt, som blev kaldt Hvitte Iven eller Hvitkop, og via ægteskabet med enken fik Iven Krummedige 2/3 dele af Magelund og af alt Albert Brock Gods.
Elene (Elne) Pedersdatter Brock af Nyrup datter af Peter Brock
Kronen havde allerede i 1356 overtaget Peder Brocks fynske Gods i Søfælde fra panthaveren og nu måtte hans datter Elene Brock i 1365 skøde Kong Valdemar alt sit købte og pantegods i Danmark, heriblandt hovedgården Bording (Nim), men synes dog at være forblevet i besiddelse af disse, da hun på rettertinget i 1376, Kalundborg overdrog til Dronning Margrethe alt Gods som hun havde arvet efter Junker Albert af Magelund, nemlig en 1/3 del af Sæbygaard, Sæbyfang med tilliggende, Nyrup undtaget, hvorimod fik hun noget Gods i Arts Herred. Endelig i 1400 solgte hun Dronningen alt sit Gods i Danmark undtagen Nyrup, som hun selv beboede og testamenterede til Vor Frue Kirke i Kalundborg.
Unge Niels Brock til Hikkenbjerg, Bregenholm, Nielstrup og Fårevejle, søn af Niels Brock(senior)
I 1315 var Niels Brock forlover for hertug Erik af Sønderjylland og 1316 som ridder forlover for ærkebispen ved forliget i Helsingborg har sammen med faderen beseglet Hertug Valdemars håndfæstning, Niels Brock fik i 1328 gods tilskødet på Langeland af Johannes Drukken. Niels Brock var i 1339 nærværende på retterting i Helsingborg, og han solgte i 1356 godserne Nyrup og Keilstrup i Arts Herred til Kong Valdemar.
Esge Brock  til Hikkenbjerg, Bregenholm og Fårevejle, søn af Unge Niels Brock
Esge Brock fik i 1355 overdraget gods som hans søster Fru Johanne havde pantsat tl Niels Jonsen af Koldebæk, var samme år tilstede ved rettertinget i Aalborg.  I 1366 – 1367 tilskødede Esge Brock sammen med Per Daa, til Kong Valdemar alt deres Gods på Tåsinge, som de havde arvet efter Fru Ingeborg, Hamun Litles, stiftede i 1372 på Ørkel (ved Svendborg) med sin søster Fru Johanne, der fik Nielstrup med mere, hvorimod han fik alt hendes arvegods i Skåne i mageskifte for Bregenholm, Fårevejle og alt sit Gods i Jylland, Esge Brock var nærværende ved Danehof i Nyborg ved udstedelsen af Kong Olufs håndfæstning og har i 1380 endnu som væbner, beseglet den skånske adels forening om landefreden. EsgeBrocks hustru hed Cecilie. (Esge Brock forvekslede jævnligt men Esge Krook)
Niels Brock til Hikkenbjerg, søn af Esge Brock (han var formodentlig slægtens sidste mand).
Niels Brock nævnes i 1392 til Hikkebjerg og i 1398 i forbindelse med forliget i Almarsteg og i 1405, da han endnu var væbner og forlover for sin fætter Hr. Jens Andersen ved den bekendte ufred med Hr. Jens Nielsen Løvenbalk, hvorimod han i 1441 var ridder og da tilstede ved forliget i Kolding.
Niels Brock skødede i 1413 gods til ærkebispen i Lund, Niels Brock var død i 1419, da hans arvinger Hr. Jon Litle (Skram) og Arend Madsen (Qvitzow) på retteting i København trættede med hans enke Elsof Christiernsdatter.
Margrethe Brock datter af Unge Niels Brock
Margrethe Brock gift første gang med Niels Hak (død 1356) og gift anden gang med Ebbe Jensen Galt, der i 1356 pantsatte til Hr. Peder Falk alt sin husfrues arv efter hendes første mand , deres børn og hendes søster Ingeborg.
Ingeborg Brock datter af Unge Niels Brock
Ingeborg Brock var død i 1356
Johanne Brock (død 1372) til Nielstrup, Bregenholm og Fårevejle datter af Unge Niels Brock, var gift med Anders Jensen (død 1355) til Essendrup (nu Gammel Estrup), hvis våben var i sølv felt en fra skjoldfoden opstående blå spids, og på hjelmen to harniskklædte arme, hver holdende et langskaftet, med påfuglefjer besat spejl. Deres sønnesøn opkaldte en søn Esge Brok, efter Fru Johannes broder, og han blev stamfader til de Brok’er af Estrup
Disse tilhører højt sandsynligt også slægten Brock
Hr. Jon eller Johan Brock, der nævnes i 1299 som forlover for kongen i forliget med Jens Grand og han nævnes igen i 1313, som en af dommerne over Hr. Niels Brock og de andre oprørere, og han er anført som endnu levende i 1326.
Peder Brock, væbner, der i 1376 i Roskilde har medbeseglet Skåningernes brev om Kong Olufs valg.
Niels Brock som i 1355 var Kannik i Aarhus, og en Hr. Johannes Brock skal være falden mod bønderne i 1441.
Slægten uddøde 1419 med Niels Brocks sønnesønssøn Niels Brok til Hikkebjerg (Hekkebjerg Slot); men navnet optoges af nogle efterkommere af sidstnævntes faster, Johanne Brock.

### Brok af Estrup
Johanne Brock af den gamle slægt med bjælken i våbnet ægtede en anset jysk adelsmand Anders Jensen til Essendrup, det senere Gammel Estrup ved Randers. Hans våben var i sølv-felt en fra skjoldfoden opstående blå spids og på hjelmen to harniskklædt arme, hver holdende et langskaftet med påfuglefjer besat spejl , hvilket hjelmtegn dog senere i det 16. århundrede ændres til to væbnede arme holdende et spejl, i hvilken skikkelse der er optaget i det grevelige Skeel’ske våben.
Denne Anders Jensen var muligvis beslægtet med den gamle jyske slægt Dal, der angives til at have ført et lignende mærke i sit våben, men dette forekommer ligeledes på den tid ført af flere skånske og sjællandske slægte, så man kan også blandt disse kunne søge Anders Jensens ukendte herkomst.
Slægtsnavnet førte han ikke, men hans sønnesøn Jens Jensen opkaldte to sønner Niels Brok og Esge Brok efter sin faders morfader og morbroder, og da snart efter Brock-slægten uddøde, beholdt den unge Esge Brok og senere hans efterkommer Brok-navnet, som derimod ikke ble ført af slægtens andre medlemmer. 
Slægtens hovedsæde vedblev at være Gammel Estrup, som den dag i dag tilhører Anders Jensens efterkommere på spindesiden, men den forgrenede sig så lidt, at den med rette har tilnavnet "de få Brok’er". 
Endnu fortjener at bemærkes at lige som Esge Brok selv fik en blodig død, således kom også flere af hans efterkommere af dage på en voldsom måde, medens slægtens sidste mand, der også hed Esge Brok fik en rolig død i sin seng i 1625. 
Den hellige Cathrine var slægtens skytshelgen, for hvem de oprettede altre, vikarier osv. i Odense, Nyborg og Roskilde og endnu efter reformationens indførelse beholdt slægten lige til sidste mand besættelsesretten til kanonikatet Sankt Catharinæ eller de Rota i Roskilde Domkirke.
Johanne Brock af den gamle slægt Brock
Jens Andersen til Essendrup, søn af Johanne Brock og Anders Jensen
Jens Jensen til Clausholm søn af Jens Andersen
Anders Jensen søn af Jens Jensen, Anders Jensen nævnes i 1405 i ufredsbrevet, men synes at være død kort efter.
Lage Jensen til Clausholm søn af Jens Jensen
Mogens Lagesen søn af Lage Jensen, var død i 1443, da moderen tilskødede hans broder alt det jordgods og de bopendinger, som hun arvede efter ham.
Axel Lagesen til Clausholm, Græsede og Skjærvad, søn af Lage Jensen
Esge Axelsen søn af Axel Lagesen, døde ung.
Pernille Axelsdatter datter af Axel Lagesen. Gift med Albrecht Engelbrechtsen (Bydelsbak) til Skjersø og Helsinge. Deres eneste datter arvede alt sin morfaders, sin faders og sin farfaders Gods.
Niels Brock søn af Jens Jensen, Niels Brock var i 1420 Kannik i Roskilde, og død kort til efter.
Eske (Esge) Jensen Brok til Essendrup søn af Jens Jensen
Esge Brok var 1429 lensmand på Københavns Slot, senere på Aalborghus og brugtes flere gange af kongen til underhandlinger med fremmede, både engelske og tyske; 1441 faldt han i slaget på Sankt Jørgensbjerg, og Vendelboerne, der hadede ham som en streng bondeplager, huggede liget i syv stykker og sendte et til hvert af Vendsyssels herreder.
Lave Eskesen Brock til Estrup og Bregenholm (død ca. 1503) søn af Eske Jensen Brok, var en ustyrlig og voldsom natur og er navnlig bekendt fra en langvarig fejde 1460-75 med slægten Rosenkrantz. 
Niels Lavesen Brock til Estrup og Vemmetofte søn af Lave Eskesen Brock , som 1523 opsagde kong Christian II huldskab og troskab, faldt 1534 i Slaget ved Svenstrup i bøndernes fangenskab og døde 2 måneder efter.
Lave Nielsen Brock til Estrup og Vemmetofte, søn af Lave Eskesen Brock, som 1548 fulgte prinsesse Anna på hendes brudefærd til Sachsen, fandt en voldsom død 1565 i Slaget ved Axtorne.
Eske Brock søn af Lave Nielsen Brock  (1560-1625) Eske Brock er den eneste overlevende mand af sin slægt, derfor uddøde slægten med ham, dog overlevedes han af tre døtre.
Lave (Lage) Brock  søn af Eske Brock (1597 - 1619)
Birgitte Eskesdatter Brock, datter af Eske Brock (død 1639)
Lisbet Eskesdatter Brock, datter af Eske Brock (1603 – 1652)
Hans datter Jytte Eskesdatter Brock (1595– 1640) bragte ved sit ægteskab med rigsmarsken Jørgen Skeel Estrup til denne slægt, som nu fører Brokernes hjelmtegn.
Fru Johanne Nielsdatter (Brok), der var gift med Oluf Axelsen Thott, medregnes som regel til Slægten Brok, fordi hun i et samtidigt brev kaldes faders faster til Lave Eskesen Brock og Axel Lagesen.

### Brok af Barløsegaard
Barløsegaard I.
Muligvis er denne slægt indvandret fra Bremen, hvor der blomstrede en slægt ved navnet von dem Brocke, der også førte en skråbjælke i våbnet, men da der i Ribe-kantoren Anders Broks testamente i 1462 nævnes en Peder Brok som muligvis er identisk med den nedennævnte Kannik af det dette navn, ledes man også ind på den tanke, at disse Barløse – Brok’er på mødrene side er beslægtet med nævnte Anders Brok, der førte en Brok i våbnet, og at de have taget navnet efter denne slægt, og yder mere synes Anders Brok at have været fynbo, hjemmehørende i en egn, der kun ligger få mil fra Barløsegaard. For øvrigt kendes der så overordentligt lidt til begge slægter, at forholdet næppe nogensinde bliver udredet. 
Derimod synes det utvivlsomt, at Barløse-slægten har givet navnet Brok i arv til den slægt Brok, som i det 16. århundrede beboede Barløsegaard.
Peder Brok (død 1486) blev i 1472 baccalaureus ved universitetet i Rostock. , Kannik i Odense, er som sagt muligvis identisk med den Peder brok, der betænkes i Kantor Anders Broks testamente, og siden solgte hans gård til kapitlet i Ribe. Han død i 1486 og blev begravet i Odense, men senere blev han flyttet til Barløse Kirke, hvor han nu hviler i den Barløsegaard’ske gravplads. Hans gravsten med våbnet på findes endnu i Barløse Kirke.
Asser Brok nævnes i 1479, da han mødte på fynbo landsting som fuldmægtig for Hr. Erik Bjørnsen og var i 1486 Lensmand på Annissegaard og Holmekloser, tjente i 1487 ved Hove med 6 heste og var med kongen på Gulland. I 1501 var Asser Brok Lensmand på Skodborg og Hundsbæk, og han skænkede i 1504 en gård i Sindbjerg på Mors til Dueholm Kloster, forseglede i 1505 et brev til vitterlighed og fører da det tidligere beskrevne våben. I 1517 fik Hans Breide vente-brev på Skodborg len, men Asser beholdt dog dette len hvorimod han i 1519 mistede Hundsbæk, som han ca. i 1523 atter fik, han fik i 1522 livsbrev på Braabjerg (Brørup Sogn), men mistede i 1525 sine len. 
Asser Brok var gift med Mette Marcusdatter der i 1533 gjorde kontrakt med sin husbonds arving Peder Brok (se næste slægt) i anledning af, at Asser havde solgt hendes Gods, og i 1537 solgte en gård i Balslev til Erik Krummedige.
Barløsegaard II.
Navnet Brok har denne slægt utvivlsomt giftet sig til tilligemed besiddelsen af Barløsegaard i Båg Herred, men selv synes slægten at være en linje af den engang bekendte æt Frille, hvis våben endog med hensyn til farverne på det nøjagtigste stemmer overens med disse Brok'ers, kun at bemærke er en opretstående plante med to blade. Som første mand af slægten, der ejede Barløsegaard, nævnte i slægtsbøgerne i 1551 den afdøde Peder Brok med tilføjelsen at han var søn af Anders Brok og Maren Ottesdatter Huitfeldt, der siden fik Hans Urne. Begge forældrenes navne er imidlertid forvanskede.  Maren Ottesdatter Huitfeldt, hvis moder Fru. Barbara Blaa levede endnu i 1558, kan umuligt være moder til Peder Brok, der alt var en voksen mand i 1529. Her foreligger en løs gætning >> af slægtsbogens forfatterinder, der vidste at Peder Broks moder hed Maren og førte en skråbjælke i våbnet, og heraf sluttede, at hun var en Huitfeldt og altså måtte være identisk med Hans Urnes hustru, der var den eneste dame af Huitfeldt-slægten, som på denne tid omtrent havde båret fornavnet Maren. Langt nærmere ligger det imidlertid at antage, at skråbjælken i Peder Broks mødrene våben slet ikke er den mere bekendte Huitfeldt slægts, men derimod den mindre kendte ældre slægt Brok’s på Barløsegaard, og at Peder Brok havde sit navn efter den i Barløse Kirke begravet Kannik Peder Brok, som efter våbnet på gravstenen netop førte Skråbjælken og troligvis var morbroder til den yngre Peder Brok.  Rigtig nok siger slægtsbøgerne, at allerede dennes fader førte Brok – navnet, med den eneste historiske kendt Anders Brok førte et fra våbnet med den grønne stub helt forskelligt våben og kan allerede af den grund af, at han var Kannik i Ribe, ikke have været fader til Peder Brok. Da denne sidstes søn hed Morten Brok, er der derimod al grund til at antage, at Peders fader er den Morten Andersen til Barløse, som nævnes i 1508. Som fader til den sidste skulle da atter findes en adelsmand fra sidste halvdel af det 15. århundrede, som førte stubben eller frille våbnet og hed Anders til fornavn, og en sådan mand har virkelig også eksisteret, skønt han hidtil ikke er fundet nævnt i noget datidigt brev. Under et vidne af Tørrild Herredting fra året 1463 hænger nemlig et segl, der vel nu er en del medtaget, men dog utvivlsomt viser Frille–våbnet og en underskrift hvoraf tydeligt kan læses ” S. Anders C…tensen”, altså sandsynligvis ” S. Anders Christensen” en mand af fornavnet Anders er imidlertid slet ikke nævnt i vidnet. Denne Anders Christensen kan vel næppe være en søn af Christiern Frellafsen i Ribe og altså bror til den bekendte Hr. Eggert Frille, hellere næppe en af dennes brodersøn Christiern Hakonsen, der den gang havde taget ophold i Finland med sine børn. Snarer hørte han til en ukendt sidelinje, som slet ikke førte Frille–navnet, måske stammede fra den Christiern Thomsen på Als, som i 1358 førte Frille–våbnet, men nærmere undersøgelser ville måske i fremtiden bringe lys omkring dette.
Christen af slægten Frille
Anders Christensen søn Christen (se her over) var i 1463 medbesegler af et vidne i Tørring Herredting
Morten Andersen til Barløsegaard, søn af Anders Christensen, var væbner og har i 1508 udstedt et tingsvidne af Båg Herredting, Morten Andersen var vistnok gift med Maren Brok til Barløsegaard
Peder Brok (døde 14. juni 1551) til Barløsegaard, søn af Morten Andersen, var nok opkaldt efter sin mødrene slægtning, Kanniken Peder Brok. Peder Brok nævnes i 1528, da han var blandt de adelsmænd, der tilsagdes til at følge Kongen udenlands, han nævnes igen i 1533 som arving efter Asser Brok (se ovenfor), måtte i 1535 ligesom flere andre fynske adelsmænd udstede et troskabsrevers til Kong Christian 3., takseres samme år til at stille to heste, men i 1539 kun til en skytte, var i 1550 med til at udstede Fyns vedtægt. Peder Brok var gift med Birgitte Glob (med to haner i våbnet) Henriksdatter (døde 13. september 1576) Brigitte var den sidste af sin slægt. Begge begravet i Bærløse Kirke.
Morten Brok til Barløsegaard, søn af Peder Brok og Birgitte Golb, blev i 1571 landsdommer i Fyn og forlenet med Lyø. Morten Brok døde 5. april 1591 på Barløsegaard som den sidste mand af slægten, han blev begravet i Barløse kirke den 17. maj. Morten Brok var gift med Anne Skovgaard Jørgensdatter til Hasmark (Lunde Herred), hun solgte Hasmark til Frederik Qvitzow
Anne datter af Morten Brok og Anne Skovgaard, blev gift den 10. august 1589 på Barløsegaard med Erik Mogensen (Mormand) til Bramslykke, Anne var enke i 1603.
Maren datter af Peder Brok, blev begravet 24. oktober 1589 i Humble Kirke, hun var gift med Gregers Juel til Vestergaard på Langeland, han blev begravet 5. juni 1600 i Humble Kirke, og han var sin slægts sidste mand.
Anders Brok var 1416 Kannik i Ribe, og i 1424 Bispens official, i 1440 var han sognepræst i Hvidding og lod da bygge Sant Michels alter i Ribe Domkirke. Han blev i 1454 kantor i Ribe, gjorde i 1462 sit testamente, i hvilket han betænkte Harrendrup kirke, sin oldemoder Anne, sin søster Gjertrud, sin søsterdattersøn væbneren Jes Tygesen samt Peder Brok.  Anders Brok døde 20. december 1462.
I 1463 stiftede hans søster Gjertrud Broksdatter med sin søn Anders Jensen, svigersøn Hans Skegh og søsterdattersøn Jes Tygesen en begængelse for hans sjæl.  Han førte i sti segl en gående Brok og hærte måske hjemme i det overnævnte Harrendrup, hvor væbneren Fin Lavridsen, der kaldte ham sin fætter boede. 
Til denne slægt hørte måske en Las Brok, som i 1464 tilligemed den ovennævnte Hans Skegh aflagde vidnesbyrd angående en tilsigtet gave af Hr. Andres Brok til Kapitlet i Ribe.
Det samme våben førtes 1400 af Johannes Lagesen ”de Belim”, som dog mulig ikke var adelig, da han nævnes efter væbnerne.
Mathisa Brok, væbner forseglede i 1393 til vitterlighed med Iver Finsen af Skydebjerg og fører en sparre i sti våben, han er måske en ætling af den Mathisa Brok i Odense som nævnes i 1249 og 1257.
Også disse slægter er for længst uddøde, den sidste 1591 med landsdommer Morten Brock til Barløsegaard.

## Væsentlige personer af slægten
- Niels Brock (omkring 1300) – ridder
- Albert Pedersen Brock (død 1376)
- Jens Andersen Brock (død 1408) af Estrup
- Eske Jensen Brock (omkring 1441)
- Lave Eskesen Brock (død 1503) – til Estrup og Bregenholm
- Niels Lavesen Brock (død 1534) – rigsråd, til Estrup og Vemmetofte
- Eske Brock (1560-1625) – rigsråd, til Estrup og Vemmetofte
- Lave Nielsen Brock (død 1565)
- Morten Brock (død 1591) – landsdommer, til Barløsegård

## Slægtens Brock ejendomme
Ejendomme der har været i slægtens Brock besiddelse gennem tiderne.
- Estrup
- Vemmetofte
- Nielstrup
- Sæbygård
- Alnerup
- Essenbæk Kloster
- Hikkebjerg (svensk: Häckeberga)
- Skjern Hovedgård
- Hevringholm
- Fårevejle
- Clausholm
- Ellinge slot
- Örtofta slot
- Skærvad
- Vallens slot (svensk: Vallens slott)
- Rugård (eller Rygård)
- Bregenholm
- Hungstrup – Iver Juul til Gjessinggård købte Hungstrup af Eske Brock i 1608, hvorefter han rev den ned, og jorden blev lagt til Gjessinggård.[8]
- Estruplund
- Hylke
- Magelund
- Magelundsfang
- Kiltorp
- Kaltorp
- Broksø